# Paulus-Karte

Die mit dem Apostel Paulus im Hintergrund verzierte Pauluskarte von Ioannes Gigas aus dem Jahr 1621 als Landkarte des Hochstifts Münster

Die Paulus-Karte ist eine im frühen 17. Jahrhundert geschaffene Landkarte des Hochstifts Münster, deren Hintergrund mit einer Abbildung des Apostels Paulus, des Dom- und Bistumspatrons, verziert ist.

## Geschichte und Beschreibung

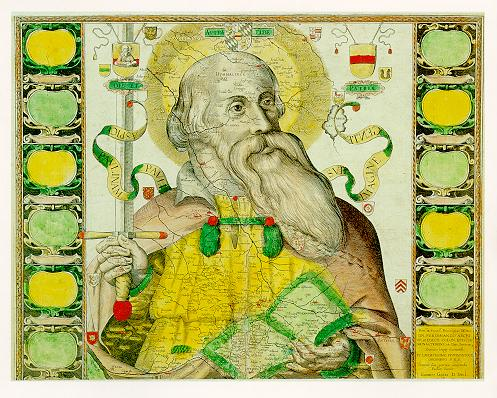
Stark kolorierte Pauluskarte

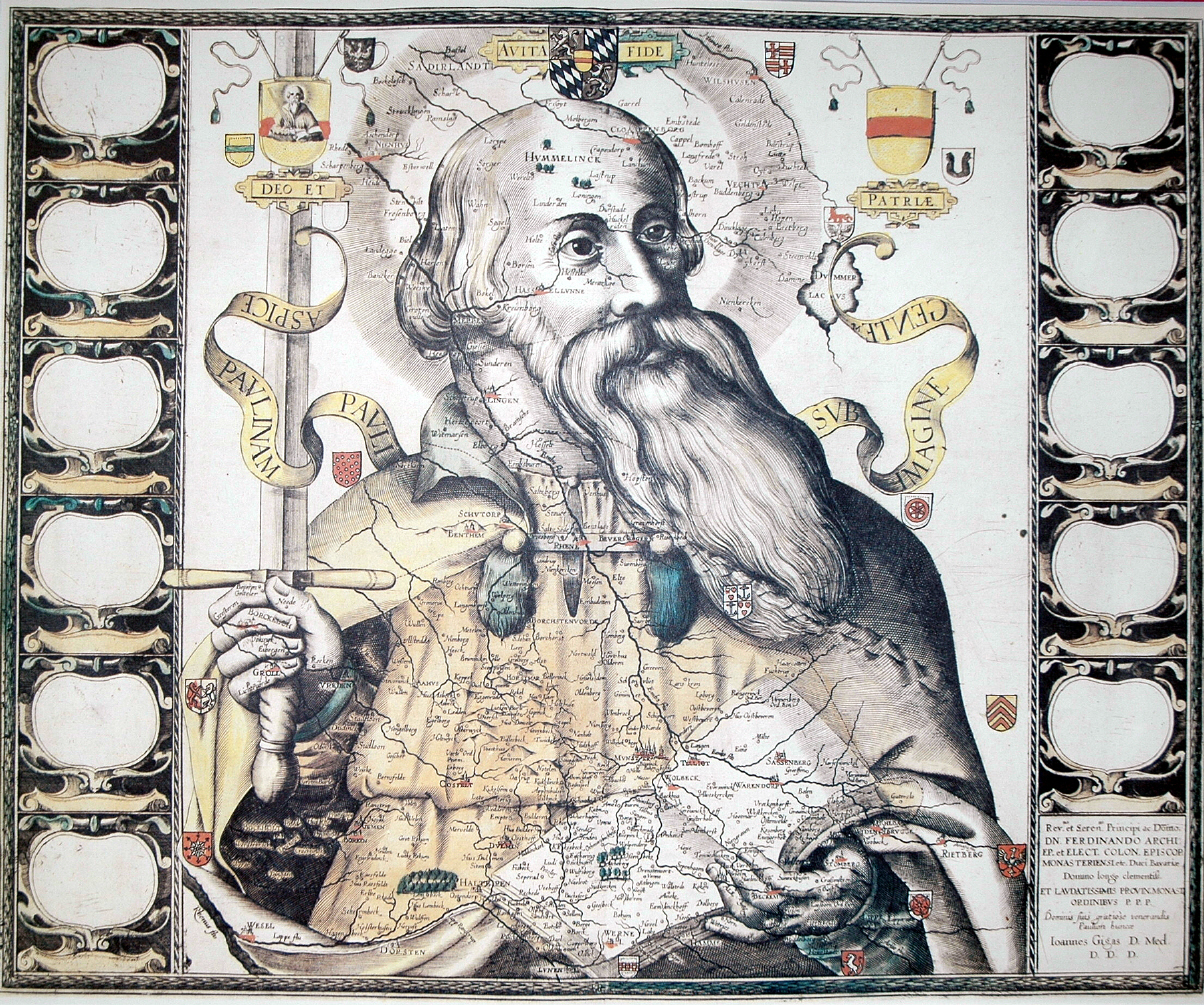
Kolorierte Pauluskarte

Die Karte wurde während des Dreißigjährigen Krieges durch den Mediziner, Mathematiker und Kartografen Johannes Gigas gezeichnet. Er ließ sie im Jahr 1621 drucken.
Das Werk mit dem Brustbild des Bistumspatrons Paulus zählt zu den frühen Karten des Hochstifts Münster und gilt als deren schönste. Die nach anderen Angaben „um 1620“ oder „1621/22“ gedruckte Paulus-Karte ist genordet und hat den Maßstab 1:400.000.
Originaldrucke der Karte aus dem frühen 17. Jahrhundert finden sich im Landesmuseum Münster, im ersten, als Prodromus Geographicus ... bezeichneten Atlas des heutigen Nordrhein-Westfalen aus dem Jahre 1620, in der Universitätsbibliothek Münster, im Germanischen Nationalmuseum Nürnberg sowie im Priesterseminar Essen. Ein Faksimile findet sich zudem im Hessischen Staatsarchiv Marburg.
Kopf und Bart des Apostels decken sich etwa mit dem Niederstift, die Brust mit dem Oberstift Münster. Das Bild trägt folgende lateinische Inschriften:
- über dem Kopf des Apostels: AVITA FIDE – „im ererbten Glauben“
- neben dem Kopf: DEO ET PATRIAE – „Gott und dem Vaterland“
- Schriftband über den Schultern: ASPICE PAVLINAM PAVLI SVB IMAGINE GENTEM – „Betrachte unter dem Bild des Paulus das paulinische Volk“.

Im Kasten rechts unten steht eine Widmung an Fürsterzbischof Ferdinand von Bayern, darunter die Verfasserangabe Ioannes Gigas D. Med.